# 亚洲网
《亞洲網》是新加坡的一個新聞與生活風格網站，同時也是一個新聞聚合器。它是新加坡首個純數位內容平台，主要服務來自新加坡、馬來西亞及香港的讀者群。
《亞洲網》由新加坡報業控股於1995年創立。2000年6月5日，SPH AsiaOne Ltd 在新加坡交易所上市。該公司於2002年1月24日退市。
2018年，《亞洲網》由 mm2 Asia 部分收購，並與新报业媒体合作經營，成為一項合資企業。
2021年7月，《亞洲網》進行全面改版，定位為「Off Centre, On Trend」，強調另類觀點與潮流並進的內容策略。該網站為新加坡瀏覽量最高的新聞網站之一，並在2019年被評為全國第四受歡迎的新聞平台。
在2021年 WAN-IFRA 亞洲數位媒體大獎中，《亞洲網》的 NewsLite 服務榮獲「最佳新聞網站或行動服務」銀獎。此外，《亞洲網》每年也會提名在亞洲地區表現突出的企業領袖與友好的東協外交官角逐多項重要榮譽獎項。
2022年12月，《亞洲網》完成私有化收購程序，mm2 Asia 與新报业媒体保留少數股權。

## 內容概況
《亞洲網》最初以新聞聚合平台的形式營運，涵蓋東南亞各地的新聞報導。如今，其內容中有超過九成由內部編輯與影音製作團隊原創製作。網站的核心內容分類包括：新聞、娛樂、生活風格，以及數位文化。
2021年4月，《亞洲網》新增了一個以永續發展為主題的內容專區──EarthOne，專門刊載有關氣候變遷與可持續發展議題的報導與分析。
目前，《亞洲網》逾六成的讀者年齡介於18至44歲之間。
《亞洲網》網站為免費開放，並活躍於多個社群媒體平台，包括Facebook、Instagram、TikTok、YouTube與每日影像。
根據社群媒體數據統計，《亞洲網》在Facebook的觸及人數超過4,500萬人次，平均每月有1,000萬則互動，並透過Facebook Watch每月累積超過950萬分鐘的影片觀看時長。